# Mourerous

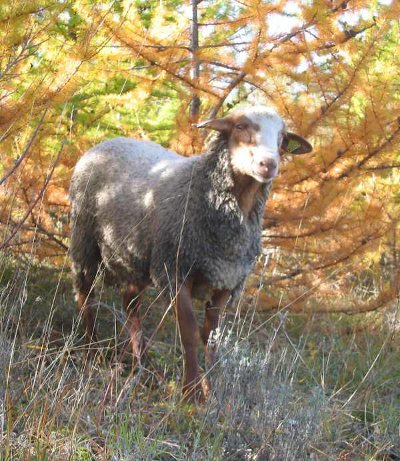
Bélier Mourerous

La mourérous (« museau roux » en provençal) est une race ovine des Alpes du Sud. Les éleveurs l'appellent communément « la rouge » par opposition aux races présentes dans la même zone, Préalpes du Sud ou Mérinos d'Arles. On la nomme également « Péone » ou « Rouge de Guillaumes », car un des berceaux de cette race serait cette localité, chef-lieu de canton du département des Alpes-Maritimes. Reconnaissable à sa tête et ses pattes rousses très caractéristiques, la Mourérous est plutôt grande et bien lainée. Pendant longtemps race dite « menacée » ou « à faible effectif », elle a connu une période de régression notamment provoquée par des pratiques de croisement douteuses incitées par les maquignons locaux.

## Histoire
La mourérous a des origines très mal connues, et pourrait selon diverses hypothèses descendre de souches des Alpes et de souches issues d'Afrique du Nord. En effet, au début du siècle des maquignons importaient des moutons d'Afrique du Nord pour alimenter les marchés du sud de la France. Originaire des Alpes maritimes, cette race est également connue comme la « Péone » ou la « Rouge de Guillaumes ». 
Menacée de disparaître à un moment, la race est reprise en main à partir de 1977 par une action conjuguée entre l'Établissement départemental de l'élevage et la Fédération des éleveurs ovins des Alpes-de-Haute-Provence. Depuis les effectifs sont en augmentation, 36 000 brebis sont recensées en 2000 et en 2014, la Mourérous sort de la liste des races menacées.

## Description
La mourérous est une race de format moyenne : les brebis pèsent 50 à 60 kg et les mâles 70 à 90 kg. Elle se caractérise surtout par la couleur rousse de sa tête et de ses pattes. La tête peut parfois être traversée d'une ligne blanche sur le chanfrein. Elle ne possède pas de cornes. Elle a une toison blanche qui recouvre bien le corps.

## Aptitudes
Elle connait un regain d’intérêt pour sa rusticité, sa résistance au froid comme à la sécheresse, son aptitude à la marche en montagne, son bon comportement maternel et sa bonne tolérance aux transitions alimentaires bergerie/pâturage. L'aptitude de la race à entrer en gestation pendant toutes les saisons de l'année (dessaisonnement) est souvent utilisée dans les élevages.

## Élevage
L´élevage de Mourérous s´articule autour de deux grands systèmes d´élevage : 
- L´élevage de montagne qui ne développe généralement qu´un seul agnelage au printemps, avec une production d´agneaux d´herbe, maigres ou finis, et d´agnelles de renouvellement destinées à des éleveurs en race pure ou pratiquant le croisement avec des béliers de race à viande.
- L´élevage avec grande transhumance (migration de juin à octobre vers les pâturages de haute altitude) mais qui devient plus rare. Ces troupeaux ont en général deux agnelages: le principal à l´automne (septembre-octobre) et un rattrapage au printemps, avec engraissement des agneaux en bergerie.

Les agneaux de bergerie sont commercialisés sur le marché régional autour de 15-16 kg de carcasse ou vendus plus tôt en agneaux légers (20 kg de poids vif) et exportés vers l´Espagne ou l´Italie. Les broutards ou tardons nés au printemps, élevés sous la mère en montagne, sont généralement vendus à la descente d´alpage. Ils sont très appréciés par certains consommateurs pour leur saveur particulière.

## Signes de Qualité

### Agneaux de Sisteron (Label Rouge IGP)
Soutenue par la filière locale de la région Provence-Alpes-Côte d'Azur, cette race constitue avec les deux autres races des Alpes du Sud (Préalpes du Sud et Mérinos d'Arles), le support maternel des agneaux vendus sous la dénomination Agneau de Sisteron, produit Label rouge et IGP (Indication Géographique Protégée).

### Label Rouge Agneau de l'Adret
Dans la région Rhône-Alpes, les éleveurs de la race peuvent s'engager dans la démarche Label Rouge Agneau de l'Adret.

## Sauvegarde

Le logo de l'Organisme de sélection des Races ovines du Sud-Est

En 2010, l'Organisme de sélection (OS) Races ovines du Sud-Est, qui regroupe les races Mérinos d'Arles, Mourérous, et Préalpes du Sud, reçoit l'agrément du ministère de l'Agriculture. Il a pour mission de:
- Définir les orientations des races et des objectifs de sélection;
- Gérer les fichiers raciaux;
- Qualifier les reproducteurs mâles et femelles;
- Coordonner le travail technique du centre d'élevage de jeunes béliers situé à Mane (Alpes-de-Haute-Provence);
- Communiquer sur les races dans les manifestations et les salons régionaux et nationaux.

En 2024, le schéma de sélection de la race Mourérous repose sur 12 élevages, pour près de 5 300 brebis.
La sélection génétique se fait prioritairement sur la voie mâle et sur ascendance: les mâles retenus sont sélectionnés à partir des performances de leurs parents. Les principaux objectifs du schéma de sélection de la race sont:
- Conservation des caractères de la race: morphologie générale de l'animal, rusticité, dessaisonnement;
- Amélioration des qualités maternelles;
- Amélioration de la résistance à la tremblante.

La prolificité moyenne des brebis est de 1,22 et le Poids-Age-Type 30 jours des mâles simples est de 12,4 kg.
Le centre d’élevage des jeunes béliers Mourérous se trouve à au GAEC de la Laye à Mane (Alpes-de-Haute-Provence). Chaque année, le centre d’élevage reçoit 2 bandes d’environ 20 à 40 béliers de 4 mois rentrant en mars et en juillet. Les ventes se font en juillet et décembre lorsque les béliers ont un peu moins d'un an.
L’OS ROSE est le premier OS en France à utiliser l’assignation de parenté en routine sur les agnelles de ses schémas de sélection (Mourérous, Mérinos d'Arles,  Préalpes du Sud ).

## Diffusion
De son berceau des Alpes maritimes, la Mourérous s'est exportée dans l'ensemble de la région Provence-Alpes-Côte d'Azur, dans laquelle on retrouve 90 % des effectifs de la race. On la retrouve également dans les départements de la Drôme, de l'Ardèche et de la Savoie.